# Liste der Monuments historiques in Berthelange
Die Liste der Monuments historiques in Berthelange führt die Monuments historiques in der französischen Gemeinde Berthelange auf.

## Liste der Objekte
| Bezeichnung                                                          | Beschreibung                                                                        | Standort                       | Kennzeichnung | Schutzstatus | Datum | Bild |
| -------------------------------------------------------------------- | ----------------------------------------------------------------------------------- | ------------------------------ | ------------- | ------------ | ----- | ---- |
| Gemälde Maria mit dem Kinde und den Heiligen Hieronymus und Zenobius | Ölfarbe auf Leinwand, Holzrahmen, 1875 von Élisa Drojat; nach Mariotto Albertinelli | in der Kirche St-Martin (Lage) | PM25003614    | Inscrit      | 2023  |      |